# Балка Чорна
Балка Чорна, Балка Глибока — балка (річка) в Україні у Лиманському районі Одеської області. Впадає до Великого Аджалицького лиману (басейн Чорного моря).

## Опис
Довжина балки приблизно 8,68 км, найкоротша відстань між витоком і гирлом — 8,47  км, коефіцієнт звивистості річки — 1,02 . Формується декількома струмками та загатами. На деяких ділянках балка пересихає.

## Розташування
Бере початок на південно-східній стороні від села Переможне. Тече переважно на південний схід понад селищем Світле і на північно-східній околиці села Олександрівки впадає у Великий Аджалицький лиман (Чоре море).

## Цікаві факти
- На піденно-східній сторні від селища Світле балку перетинає автошлях М14[2] (автомобільний шлях міжнародного значення на території України, Одеса — Мелітополь — Новоазовськ — пункт пропуску Новоазовськ (кордон із Росією).).
- У XX столітті на балці існували молочно-тваринна ферма (МТФ) та Кулиндоровські дачі[3].